# The Accountant (2001)
The Accountant é um filme de comédia em curta-metragem estadunidense de 2001 dirigido e escrito por Ray McKinnon. Venceu o Oscar de melhor curta-metragem em live action na edição de 2002.

## Elenco
- Ray McKinnon
- Walton Goggins - Tommy O'Dell
- Eddie King - David O'Dell
- Gary Richardson
- Nick Sakai